# Provincia de Soto Norte
Soto Norte es una de las provincias del departamento de Santander, integrante del mismo desde 1886, cuando los antiguos estados soberanos fueron convertidos en departamentos y sus divisiones internas, denominadas provincias. La provincia de Soto está situada al norte del departamento, tiene una extensión de 1 440 km². Su desarrollo sostenido de la economía se basa en la agricultura, (café, algodón) las artesanías y el cuero; además de la extracción minera en los municipios de Vetas y California.
Debido a la ordenanza municipal N° 09 de 2019, se cambió el nombre a esta subregion del departamento, y se le agregó la palabra Norte,  ya no forman parte de esta provincia Bucaramanga ni su área metropolitana.
Los municipios que conforman esta provincia son:
- California
- Charta
- Matanza
- Suratá
- Tona
- Vetas